# Eric Neilson
Eric Neilson (Lethbridge, 27 januari 1981) is een Canadees skeletonracer. Hij vertegenwoordigde zijn vaderland op de Olympische Winterspelen 2014 in Sotsji, maar behaalde hierbij geen medaille.

## Carrière
Bij zijn wereldbekerdebuut in Igls op 3 december 2011 eindigde Neilson op de 7e plaats. Hij won nog geen wereldbekerwedstrijd. Op het WK 2013 behaalde Neilson met de Canadese ploeg de bronzen medaille in de landenwedstrijd.
Neilson kwalificeerde zich voor de Olympische Winterspelen in 2014, waar hij dertiende eindigde.

## Resultaten

### Olympische Spelen
| Jaar | Plaats | Resultaat |
| ---- | ------ | --------- |
| 2014 | Sotsji | 13e       |

### Wereldkampioenschappen
| Jaar | Plaats       | Resultaat            |
| ---- | ------------ | -------------------- |
| 2012 | Lake Placid  | 13e                  |
| 2013 | Sankt Moritz | 4e · Landenwedstrijd |

### Wereldbeker

#### Eindklasseringen
| Seizoen   | Rang |
| --------- | ---- |
| 2011/2012 | 14e  |
| 2012/2013 | 6e   |
| 2013/2014 | 14e  |